# Orchestre symphonique de Milwaukee
L'Orchestre symphonique de Milwaukee (Milwaukee Symphony Orchestra en anglais) est un orchestre symphonique américain fondé en 1959, basé à Milwaukee.

## Historique
L'Orchestre symphonique de Milwaukee est un orchestre fondé en 1959.
En 2018, le chef d'orchestre Ken-David Masur (en) est nommé directeur musical de la formation à compter de la saison 2019-2020, pour une durée de quatre ans. En 2023, son contrat est prolongé jusqu'à la saison 2025-2026. 

## Directeurs musicaux
Comme directeurs musicaux de l'orchestre se sont succédé :
- Harry John Brown (1960-1967) ;
- Kenneth Schermerhorn (en) (1968-1980) ;
- Lukas Foss (1980-1986) ;
- Zdeněk Mácal (1986-1997) ;
- Andreas Delfs (en) (1997-2009) ;
- Edo de Waart (2009-2017[2]) ;
- Ken-David Masur (en) (2019[2]-).